# ВИЧ-инфекция среди МСМ в России
Российская Федерация (РФ) остается в числе немногих стран, где количество новых случаев ВИЧ-инфекции и смертей от СПИДа непрерывно растет с 2005 года. По оценкам ЮНЭЙДС, РФ является 3-й страной в мире по числу новых случаев ВИЧ-инфекции после Южно-Африканской Республики и Нигерии. С 2010 года эпидемия в странах Восточной Европы и Центральной Азии (ВЕЦА) выросла на 60 %, при этом 80 % новых случаев зарегистрировано только в РФ. Официальные эпидемиологические данные по ВИЧ в РФ по состоянию на 31 декабря 2017 г., и их динамика по сравнению с 2016 годом.

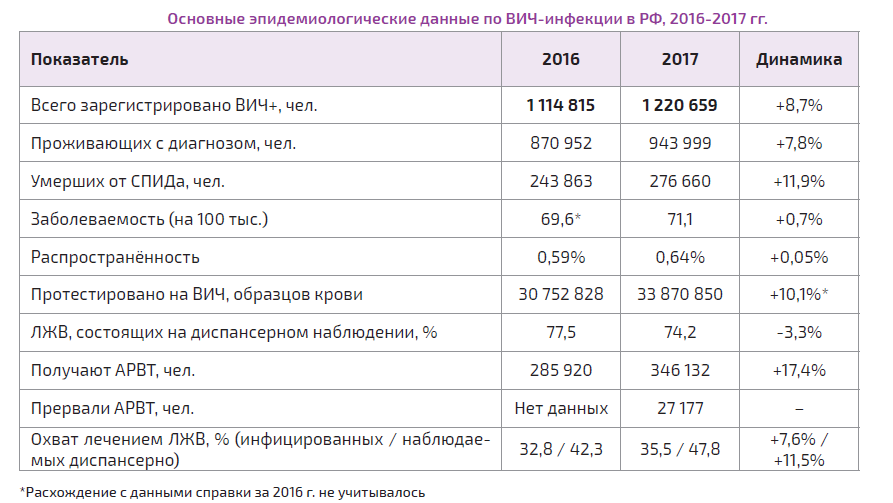
Основные эпидемиологические данные по ВИЧ-инфекции в РФ, 2016—2017 гг.

Случаи ВИЧ-инфекции зарегистрированы во всех субъектах РФ, число регионов с высокой распространённостью ВИЧ (более 0,5 % от численности населения) растёт: с 22 в 2014 г. до 32 в 2017 г. В этих регионах проживает почти половина всего населения страны. Наибольшая распространённость ВИЧ наблюдается в возрастной группе 30-44 года.

## ВИЧ среди МСМ
Численность мужчин, имеющих секс с мужчинами (МСМ), в РФ, согласно оценкам, составляет 2,1 млн чел.
В РФ, по данным ФНМЦ, в последние годы наблюдается рост количества инфицированных при однополых сексуальных контактах. Среди впервые выявленных в 2016 г. людей, живущих с ВИЧ (ЛЖВ), 1,5 % инфицировались при гомосексуальных контактах.
Тестирование МСМ на ВИЧ в медицинских учреждениях за последние годы снизилось в 2 раза, несмотря на то, что процент выявляемых положительных результатов растёт, так как частота тестирования МСМ высока.

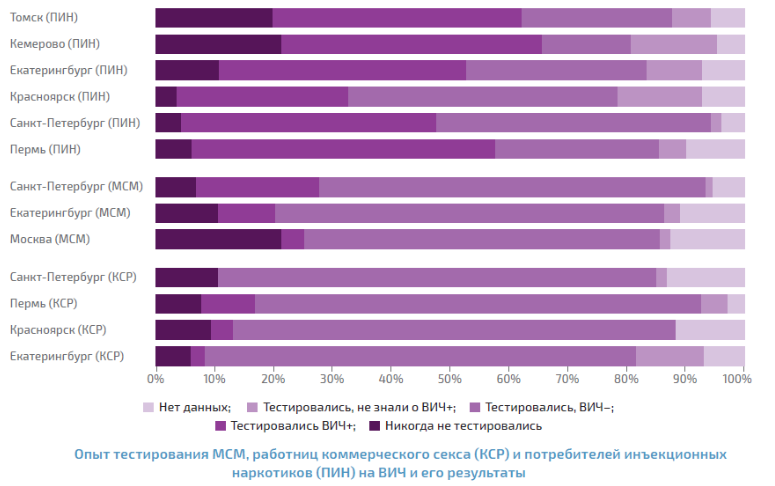
Опыт тестирования МСМ, работниц коммерческого секса (КСР) и потребителей инъекционных наркотиков (ПИН) на ВИЧ и его результаты

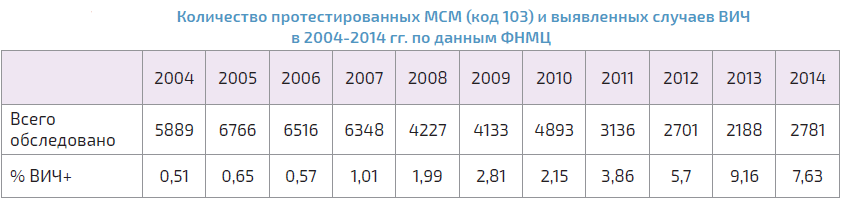
Количество протестированных МСМ (код 103) и выявленных случаев ВИЧ в 2004—2014 гг. по данным ФНМЦ

Наиболее подробная статистика о распространённости ВИЧ среди МСМ в отдельных городах РФ доступна по Москве и Санкт-Петербургу.

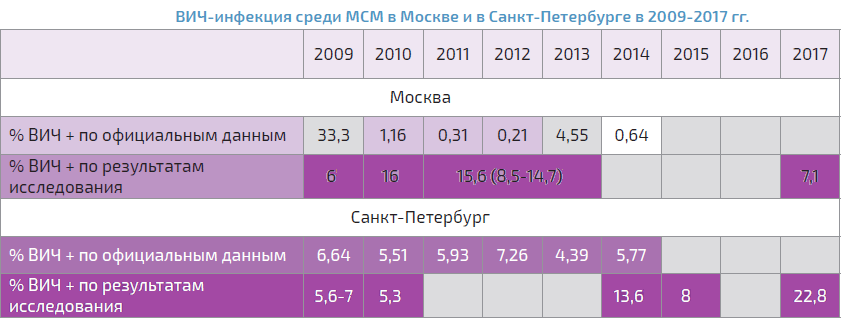
ВИЧ-инфекция среди МСМ в Москве и в Санкт-Петербурге в 2009—2017 гг.

Данные о распространённости ВИЧ-инфекции среди МСМ в Екатеринбурге, Красноярске, Нижнем Новгороде и Перми за более ранние периоды доступны из результатов выборочных исследований, опубликованных в открытых источниках. Возможно, количество проведённых в стране исследований значительно выше, однако данные не опубликованы в рецензируемых научных изданиях.

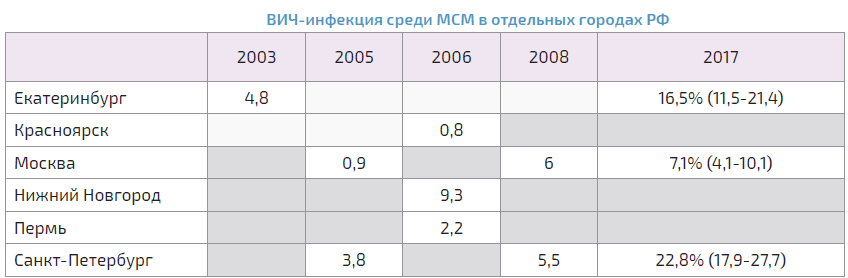
ВИЧ-инфекция среди МСМ в отдельных городах РФ

В 2017 году Фонд «Открытый Институт здоровья населения» провел биоповеденческие исследования среди ключевых групп населения в 7 крупных городах РФ (всего обследовано 3744 человек).

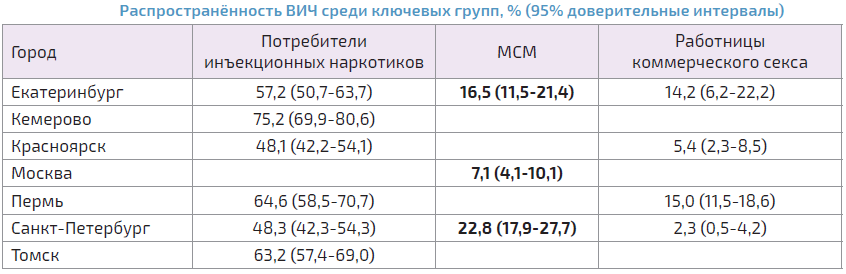
Распространённость ВИЧ среди ключевых групп, % (95 % доверительные интервалы)

Исследования показали, что последний половой акт со случайным партнёром был у 40,8 % МСМ в Екатеринбурге, у 16,8 % — в Москве и у 52,6 % в Санкт-Петербурге. При этом часто сексуальные контакты происходили под влиянием алкоголя или наркотиков. Полученные данные согласуются с данными Европейского интернет-исследования МСМ (EMIS) 2010 г., где употребление рекреационных наркотиков было отмечено среди 9 % МСМ, а ежедневное употребление алкоголя — у 35,2 %. Употребление психоактивных веществ связано с увеличением числа половых партнёров (больше 5 за последние 12 месяцев) и с непоследовательным использованием презерватива при анальном половом акте.
В Московском областном Центре СПИДа проведён анализ эпидемиологических и клинико-лабораторных данных мужчин, обратившихся за период эпидемии и указавших среди своих половых партнёров лиц своего пола.Доля ежегодно обследованных в Центре на антитела к ВИЧ среди МСМ за последние 5 лет остается на уровне 100—300 человек, однако возросшая в 3,5 раза (с 213,6 до 736,8 на 1 000 обследованных) выявляемость свидетельствует о серьёзной эпидемии. Доля острой ВИЧ-инфекции на момент постановки диагноза среди МСМ стабильно растёт: с 4,8 % в 2009 г. до 23,8 % в 2015 г.
Данные показывают, что МСМ в РФ постепенно становятся менее изолированными от общего эпидемиологического процесса. Категория МСМ неоднородна — в неё входят не только гомосексуалы, но и бисексуалы (30-35 %), а также некоторые из транс-людей и другие. При этом МСМ нередко также принадлежат к иным уязвимым группам, что увеличивает риск передачи инфекции между группами, в том числе гетеросексуальным женщинам.
Данные о числе смертей среди МСМ-ЛЖВ отсутствуют, общее число смертей ЛЖВ, по данным ФНМЦ, растёт. Это связано с недостаточным финансированием антиретровирусной терапии (АРВТ) для ЛЖВ, низким уровнем медицинского обслуживания, ростом первичной резистентности ВИЧ к препаратам (в 2010—2015 гг. устойчивыми к АРВТ штаммами ВИЧ заражались около 6 % пациентов, в 2017 г. в ряде регионов страны частота выявления первичной резистентности выросла до 9,7 %) и другими факторами.
На протяжении длительного времени данные по транс-людям только эпизодически встречались в исследованиях по МСМ. В исследовании ВОЗ 2007 г. (посетители гей-клубов и гей-саун Москвы и Санкт-Петербурга) было отмечено 2,3 % транс-людей. С 2016 года предпринимаются попытки выборочных исследований среди транс-людей. По предварительным данным, в числе ответивших на русскоязычную анкету EMIS-2017 есть более 1200 транс-людей.

## Контекст ВИЧ-сервисных программ среди МСМ и транс-людей в РФ
Государство недостаточно финансирует как лечение ЛЖВ, так и профилактику среди геев и других МСМ.
Самостоятельная закупка закупка препаратов для АРВТ и доконтактной профилактики в РФ крайне затруднительна для людей в том числе, в силу возросшей скрытой безработицы, наблюдающейся с 2014 года. По оценкам независимых экспертов, в поисках работы или приработка находится более 30 % экономически активного населения.
На сокращение финансирования профилактики влияют законы и подзаконные акты, действующие в РФ. Терминология, использованная Минздравом в стратегии противодействия распространению ВИЧ-инфекции в РФ на период до 2020 г. (Постановление Правительства РФ № 2203-р от 20 октября 2016 г.), полностью совпадает с федеральным законом № 135 от 29.06.2013 г. о запрете «пропаганды нетрадиционных сексуальных отношений
среди несовершеннолетних» и имеет негативную политическую окраску. В 2016—2018 гг. этот закон начал использоваться в судах для блокировки ресурсов, предоставляющих информацию о ВИЧ МСМ старше 18 лет, либо направленных на работу с сообществом. На волне кампании по защите от блокировки портала Parniplus.com депутат Госдумы Виталий Милонов обратился в прокуратуру с просьбой закрыть сайт российского фонда «СПИД
ЦЕНТР». Помимо прокурорского внимания к ресурсам 18+, обострилась «борьба против ЛГБТ-пропаганды среди несовершеннолетних» в отношении НКО, работающих с МСМ. Так, в мае 2018 г. православные активисты написали открытое письмо руководству Новосибирской области, в котором они просят приостановить деятельность общественной организации «Гуманитарный проект», которая читает лекции на тему ВИЧ среди подростков. Авторы письма подозревают, что под видом лекций детям могут пропагандировать ранние половые связи и однополую любовь.

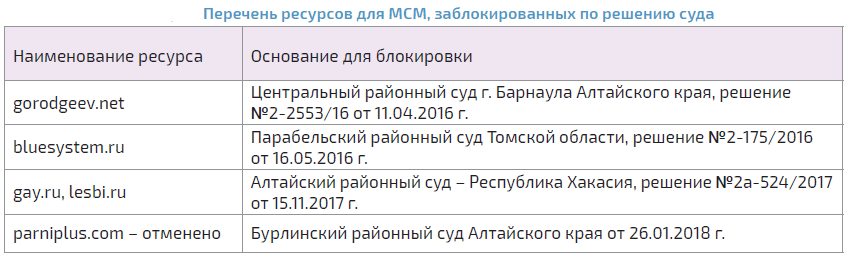
Перечень ресурсов для МСМ, заблокированных по решению суда

Также используется и другой инструмент монополизации государством информационного пространства. В 2016 г. в реестр «иностранных агентов» в соответствии с федеральным законом № 121 от 20.07.2012 г. были включены Омская региональная общественная организация "Центр охраны здоровья и социальной защиты «СИБАЛЬТ» и Фонд содействия защите здоровья и социальной справедливости имени Андрея Рылькова. Формулировки причин в обоих случаях сходны: «Участие в формировании общественного мнения в целях воздействия на принятие государственными органами соответствующих решений, а также оценка деятельности государственной власти» и «Воздействие на принятие государственными органами решений, направленных на изменение проводимой ими государственной политики», соответственно. Статус «иностранного агента» означает, что организация не сможет принимать участие в профилактических мероприятиях в соответствии с государственной стратегией.
Немногим ранее, в 2014 г., Федеральная служба по надзору в сфере защиты прав потребителей и благополучия человека впервые выпустила методические рекомендации «Профилактика заражения ВИЧ», где целый раздел посвящен МСМ с упоминанием транс-людей. Несмотря на то, что при подготовке документа были использованы актуальные на тот момент документы ВОЗ и ЮНЭЙДС, определение транс-людей дано неверно, и эксперты из числа сообщества к работе над документом не привлекались. Официальные рекомендации широко распространились по региональным Центрам СПИДа.
Дополнительные проблемы с финансированием профилактических программ по ВИЧ возникли в связи с уходом из РФ Глобального Фонда для борьбы со СПИДом, туберкулёзом и малярией (ГФ, окончание программ 30 июня 2018 г.). ГФ поддерживал российские организации с 2004 года. Это позволило поддержать проекты по профилактике ВИЧ среди МСМ и транс людей в Москве, Санкт-Петербурге, Екатеринбурге, Омске и Томске в течение всего периода действия программы, обеспечить софинансирование профилактических проектов в Мурманске, Орле и Челябинске. Всего за период реализации программы ГФ свыше 30000 МСМ получили услуги по профилактике ВИЧ-инфекции, а 6000 прошли тестирование на ВИЧ и знают свой результат. Именно благодаря иностранным инвестициям охват МСМ профилактическими программами в РФ был отмечен в EMIS-2010 на уровне 50-63 %.
Ухудшение правового и финансового климата с 2014 года негативно влияет на возможности профилактики ВИЧ среди МСМ и транс-людей. Отдельно стоит отметить динамику отношения к ЛГБТ в РФ и влияние принятых законов на мнение общества. Большей частью населения (67 %) принятие закона о запрете «пропаганды нетрадиционных сексуальных отношений», как заботу о нравственности и укрепление морали. Гей-прайды и поцелуи, объятия на публике по-прежнему воспринимаются, как наиболее неприемлемые действия. По данным ВЦИОМ за 2015 год только каждый шестой (15 %) считает геев и лесбиянок обычными мужчинами и женщинам, другие называют гомосексуальность болезнью: медицинского характера (20 %) или социального (15 %). Ещё 20 % воспринимают геев и лесбиянок как людей крайне опасных и даже советуют изолировать их от общества (с 2004 г. эта доля выросла более чем в 1,5 раза — с 12 %). Среди тех, у кого есть знакомые геи, с этим согласны лишь 4 %, а среди тех, в чьем окружении их нет — 22 %. 22 % опрошенных они не считают, что людей следует как-то дифференцировать по их сексуальным предпочтениям. Чаще других этой точки зрения придерживаются респонденты, знакомые с ЛГБТ лично (55 % — это в два раза больше, чем в среднем по выборке), молодежь (30 % от 18 до 24 лет), атеисты (30 %), жители Москвы и Санкт-Петербурга (28 %). По данным Левада-Центра более чем у двух третей опрошенных (65 %) преобладают негативные чувства в отношении представителей ЛГБТ — отвращение и страх (24 %), раздражение (22 %), настороженность (19 %).
Большей частью населения (66 %) негативно воспринимаются и люди с отличной от пола гендерной идентичностью — транс-люди. Интересно, что если в 2008 году молодые мужчины в уровне гомофобии значительно отличались от взрослых мужчин старше 31 года в более терпимую сторону (разница в «безоговорочной поддержке» между ними составляла 17 %), то в 2018 году эти различия исчезли. Аналогичная ситуация отмечается в отношении женщин — раньше разница составляла 12 %, а в 2018 году её нет. К бракам геев и лесбиянок россияне в 2015 году стали относиться более категорично, чем 10 лет назад: если в 2004 г. в праве на официальную регистрацию отношений лицам одного пола полностью отказывали 59 %, то в 2015-м — 80 % (чаще мужчины — 86 %, чем женщины — 75 %). Каждый десятый полагает, что власти должны защищать геев от дискриминации, но при этом не позволять им заключать брачный союз и брать на воспитание детей. Треть опрошенных (32 %) предлагает не обращать особого внимания на представителей нетрадиционной сексуальной ориентации, а им при этом не проявлять своих пристрастий слишком демонстративно. Более непримиримой позиции придерживается 41 % респондентов — по их словам гомосексуалов необходимо подвергнуть преследованиям. Только 21-30 % респондентов не испытывают никакого дискомфорта от физического присутствия рядом представителей ЛГБТ-сообщества. Барьеры в общении гораздо ниже у тех респондентов, кто обладает какими-либо знаниями об ЛГБТ. Доля респондентов, настроенных резко негативно по отношению к возможному соседу, коллеге или другу с нетрадиционной сексуальной ориентацией, среди знающих в среднем в 1,5 раза ниже, чем среди тех, кто ничего не знает о сообществе.
Таким образом, жители РФ придерживаются тактики «невидимого меньшинства» в отношении ЛГБТ-сообщества. Если «нарушители общественных устоев» публично не демонстрируют свою отличность, тогда в целом значительная часть населения готова смириться и с таким соседом, коллегой и даже с другом, при этом отказывая им в создании семьи, правовой поддержке, законодательной защите от дискриминации и воспринимая ущемление прав, как необходимую меру укрепления морали и заботы о нравственности большинства. В целом, российское общество пока не готово принять ЛГБТ, как полноправных членов социальной жизни. Принятие ЛГБТ в категорию социально одобряемого, легального или даже публичное обсуждение таких перспектив будет блокироваться и далее. А отсутствие знаний о «другом» является благодатной почвой для ксенофобии и насилия в отношении тех, кто является чужим и непонятным.
Вполне объяснимым на фоне таких общественных настроений выглядит высокий уровень нежелания признавать себя представителем «нетрадиционной сексуальной ориентации», раскрывать специфику своей ориентации или сексуального поведения кому бы то ни было, включая врача. По результатам масштабного исследования внутренней гомонегативности у МСМ в 12 странах ВЕЦА (2017 г., 8239 респондентов, из которых 5252 — жители РФ) оказалось, что МСМ РФ по уровню принятия себя находятся примерно посередине — жители стран Кавказа и Средней Азии характеризуются большей внутренней гомофобией, а жителям европейской части региона ВЕЦА (Украина, Беларусь, страны Балтии) свойственна существенно более высокие уровни принятия своей гомо- или бисексуальности. Бисексуалы имели более выраженную внутреннюю гомофобию по сравнению с гомосексуалами. Примерно для половины стран была значимой связь большей религиозности с большей внутренней гомофобией.

## Сбор и предоставление стратегической информации
В РФ полные и достоверные данные об МСМ и транс-людях в контексте ВИЧ, признаваемые всеми заинтересованными сторонами, отсутствуют. В том числе и недостаточно открытых данных об охвате МСМ и транс-людей АРВТ (обновление официальных данных и аналитики на официальном сайте ФНМЦ (www.hivrussia.ru) закончилось в 2015 г.).
В существующем правовом климате государственная система учёта не может обеспечить полноту и достоверность данных относительно ВИЧ-инфекции в закрытых ключевых группах: «В СПИД-центрах существует система кодов, которые присваивают разным группам. Для мужчин, практикующих секс с мужчинами, это 103. Но им ставят другие коды, к примеру, 105 (лица с беспорядочными половыми связями). И таким образом геи пополняют статистику гетеросексуального пути передачи. Но согласно исследованиям общественных организаций, в России инфицирован уже каждый шестой гей». Государство всегда выражало несогласие с данными, собираемыми НКО, которые в силу объёмов финансирования не имели возможности охватить более 2-3 регионов РФ. Однако даже при поддержке Роспотребнадзора не удалось собрать данные для большего количества регионов.

## Роль сообществ в ликвидации эпидемии ВИЧ
Эффективность привлечения МСМ и транс-людей к профилактике ВИЧ обоснована и научно доказана. Именно поэтому привлечение сообществ к совместной работе рекомендуется всеми агентствами ООН,.
При наличии широких возможностей к тестированию на ВИЧ, уязвимые группы в РФ тестируются в незначительном объёме. Для этих групп самотестирование, поддержка равных консультантов и сопровождение до Центров СПИДа — важный компонент профилактической работы. НКО на базе сообществ помогают привлекать инвестиции на профилактическую работу и выборочные исследования, которые не финансируется государством. Так, благодаря поддержке ГФ, Фонда по борьбе со СПИДом Элтона Джона в 2016—2017 гг. проект по самотестированию (тест по слюне) Safebox (www.gaytest.info) заработал в 16 городах РФ. 5 проектов ведут опытные ВИЧ-сервисные организации в Москве, Санкт-Петербурге, Екатеринбурге, Омске и Томске. В 16 проектах обеспечивается консультирование до и после теста, а также предусмотрено сопровождение в СПИД-центр (минимальный набор услуг). В Москве, Петербурге, Екатеринбурге и Красноярске существуют группы взаимопомощи для геев-ЛЖВ, также в Москве, Новосибирске и Санкт-Петербурге есть группа поддержки для транс людей. В большинстве проектов проводятся семинары о ВИЧ для ЛГБТ, есть психологи.
Получение финансирования от ГФ было бы невозможно без Координационного комитета по профилактике и борьбе с ВИЧ/СПИД в РФ (www.rusaids.net), который состоит из 21 члена, выбранного по итогам встречи Национального диалога в 2014 году.
В 2016 г. в РФ был создан Экспертный совет по вопросам противодействия распространению эпидемии ВИЧ среди МСМ/ЛГБ/ТГ (www.msmruexpert.wordpress.com). Экспертный совет представляет собой совещательный орган, объединяющий экспертов по ЛГБТ-проблематике и специалистов по планированию и внедрению проектов, направленных на профилактику ВИЧ среди МСМ/ЛГБ/ТГ. Экспертный совет способствует координации действий и усилий проектов и организаций, работающих в сфере МСМ-сервиса и ЛГБТ-сообщества. По итогам 1-й Российской национальной конференции ВИЧ-сервисных организаций и ЛГБТ-движения была принята Декларация «Сотрудничество ВИЧ-сервисных и ЛГБТ-организаций России для охраны здоровья и благополучия МСМ/ЛГБ/ТГ, включая ответные меры для противодействия эпидемии ВИЧ», а по итогам 2-й — создана Российская Коалиция ВИЧ-сервисных организация и ЛГБТ-сообществ (www.lgbt-hiv.net).
Площадкой диалога с органами государственной власти служит также Конференция по ВИЧ/СПИДу в Восточной Европе и Центральной Азии, которая проводится в Москве Роспотребнадзором и ЮНЭЙДС с 2006 года.